# STS-51-F
STS-51-F, voluit Space Transportation System-F, was een Spaceshuttlemissie van de NASA waarbij de Space Shuttle Challenger gebruikt werd. De Challenger werd gelanceerd op 29 juli 1985. Dit was de negentiende Space Shuttlemissie en de achtste vlucht voor de Challenger. Dit was ook de tweede missie voor de Challenger met het Spacelab.

## Bemanning
- C. Gordon Fullerton (2), bevelhebber
- Roy D. Bridges, Jr. (1), piloot
- F. Story Musgrave (2), missiespecialist 1
- Anthony W. England (1), missiespecialist 2
- Karl G. Henize (1), missiespecialist 3
- Loren W. Acton (1), payloadspecialist 1
- John-David F. Bartoe (1), payloadspecialist 2

- - alternatieve payloadspecialist 1: George W. Simon (niet meegegaan)
  - alternatieve payloadspecialist 2: Diane K. Prinz (niet meegegaan)

tussen haakjes staat de aantal vluchten die de astronaut gevlogen zou hebben na STS-51-F

## Missieparameters
- Massa
  - Shuttle bij lancering: 114.590 kg
  - Shuttle bij landing: 98.307 kg
  - Vracht: 15.603 kg
- Perigeum: 203 km
- Apogeum: 337 km
- Glooiingshoek: 49,5°
- Omlooptijd: 89,9 min